# Стефано Баттістеллі
Стефано Баттістеллі (італ. Stefano Battistelli, 6 березня 1970) — італійський плавець.
Призер Олімпійських Ігор 1988, 1992 років.
Чемпіон Європи з водних видів спорту 1989 року, призер 1991 року.
Призер літньої Універсіади 1997 року.